# Mare Humorum

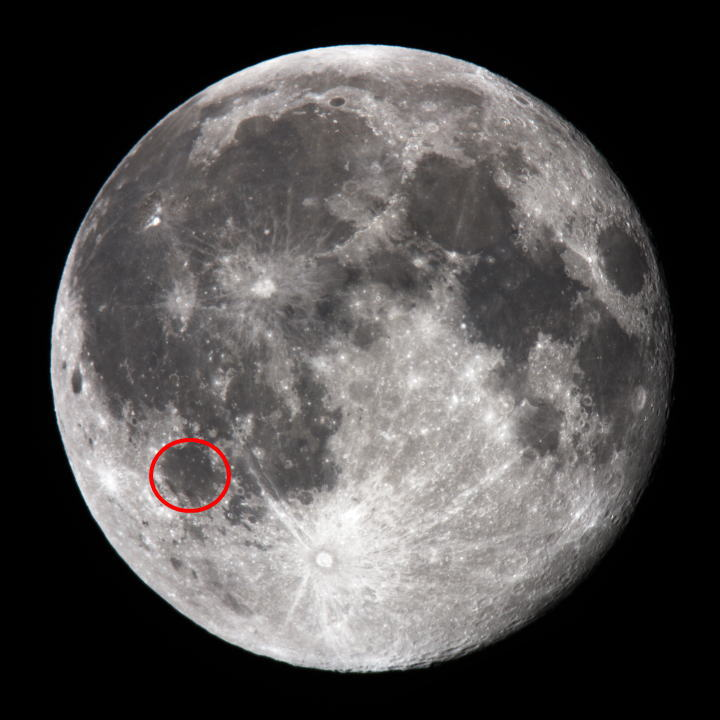
Localización del Mar de la Humedad

Mare Humorum (Mar de la Humedad) es un mar lunar casi circular, de unos 450 km de diámetro, una profundidad de 2,24 km, y un área de 86.000 kilómetros cuadrados. Se encuentra en la zona suroeste de la cara visible de la Luna, al sur del Oceanus Procellarum.
Su interior, tal como todos los mares lunares, está cubierto por una capa de basalto bastante plana. La capa, que mide unos 3,6 km de grosor, fue originada por inundaciones de lava producto de actividad volcánica antigua. Las cordilleras que lo rodean son los restos del borde de un cráter de impacto,  causado por el choque con un asteroide, que habría provocado la actividad volcánica que inundó el mar.
No fue incluido en las misiones Apolo, por lo que su edad exacta es desconocida. Sin embargo, gracias a información obtenida estudiando la erosión de sus cráteres interiores, se le ha calculado una edad estimada de 3.9 miles de millones de años (con un error de unos 500 millones de años).